# Triplophysa alexandrae
Triplophysa alexandrae är en fiskart som beskrevs av Prokofiev 2001. Triplophysa alexandrae ingår i släktet Triplophysa och familjen grönlingsfiskar. Inga underarter finns listade i Catalogue of Life.